# Sagan om prinsessan Kaguya
Sagan om prinsessan Kaguya (Hepburn: Kaguya-hime no monogatari; (japanska: かぐや姫の物語?) är en japansk animerad långfilm från 2013. Den är regisserad och delvis författad av Isao Takahata, på basis av den japanska folksagan Taketori monogatari. Filmen hade svensk biopremiär 1 april 2015 efter att två gånger ha visats under Göteborg Film Festival i januari 2015.
Namnet Kaguya har sin rot i verbet kagayou (japanska: 赫う, 'skimra'?), vilket i folksagan syftar på solljuset i en bambuskog, där figuren hittas. Sådan metonymi är vanlig i folksagor, med Snövit som ett exempel.

## Handling
Bambuhuggaren Okina hittar en dag ett spädbarn i ett bamburör. Det är en flicka som visar sig vara magisk och snabbt växer upp till en vacker kvinna. Okina och hans hustru menar att de fått en prinsessa i gåva och att deras enkla boning är ovärdig en prinsessa. De andra barnen i trakten tycker att hon är märklig men blir till slut hennes vänner och kallar henne för "Bambuskott".
En dag hittar Okina en mängd guld inuti ett annat bamburör. Han bestämmer sig för att använda pengarna till att skaffa adoptivdottern en bostad inne i den stora staden och att uppfostra henne till en fin dam – för att göra henne lycklig.
Så "Bambuskott" får överge sina vänner och naturen omkring henne för att flytta in i ett stort och fint hus, med fina kläder och egen privatlärare. Hennes adoptivföräldrar fortsätter att planera sin dotters framtid och bestämmer sig för att locka rika och förnäma friare. En lärd man tillkallas också för att ge henne ett riktigt namn, och Kaguya ("Den lysande") är namnet han ger åt henne.
Kaguya har dock en egen vilja och faller inte för locktonerna från de fina männen. Friarna beskriver henne som något unikt och jämförbart med sägenomspunna skatter. Kaguya ber då friarna att hämta dessa skatter som de jämför henne med. De förvånade friarna tvingas bege sig hemåt med oförrättat värv och många tankar i huvudet.
Under tiden drömmer "prinsessan" tillbaka till det liv hon en gång hade. Och hon upptäcker till slut vem hon egentligen är.

### Rollfigurer
- Kaguya-hime (japansk röst: Aki Asakura)[5]
- Sutemaru (Kengo Kora)[5]
- Okina (bokstavligen: "gammal man"/"gubbe"; Takeo Chii)[5]
- Ōna (bokstavligen: "gammal kvinna"/"gumma"; Nobuko Miyamoto)[5]

- Sagami (Atsuko Takahata)
- Menowarawa (Tomoko Tabata)
- Inbe no Akita (Tatekawa Shinosuke)

- Ishitsukuri no Miko (Takaya Kamikawa)
- Finansministern (Hikaru Ijūin)
- Militärministern (Ryudo Uzaki)
- Kulturministern (Isao Hashizume)
- Kitanokata (Yukiji Asaoka)

- Sumiyaki no Rōjin (Tatsuya Nakadai)
- Kejsaren (Nakamura Shichinosuke II)

## Produktion och distribution

### Filmproduktionen
2008 avslöjade Studio Ghibli att Isao Takahata återigen var involverad i en långfilmsproduktion. Året därpå, på den 62:e Internationella filmfestivalen i Locarno, offentliggjorde Takahata att han tänkte regissera en film baserad på den japanska folksagan Taketori monogatari ('Sagan om bambuhuggaren').

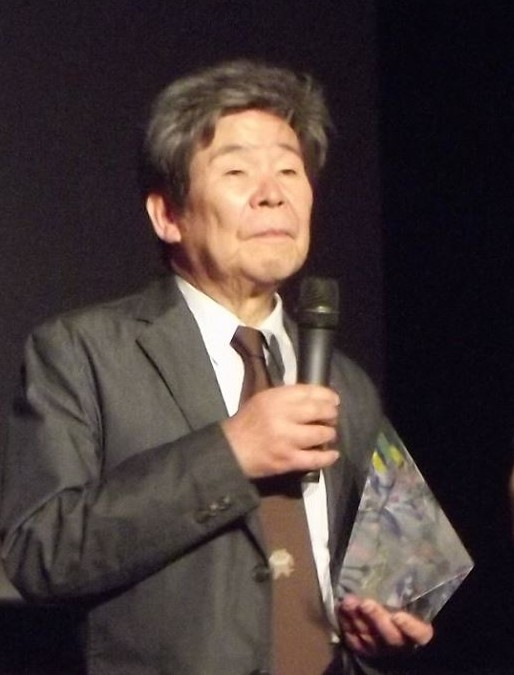
Isao Takahata, som med Sagan om prinsessan Kaguya avslutade sin karriär som (långfilms)regissör.

Den kommande filmen presenterades slutligen 13 december 2012 av Studio Ghibli och distributören Tōhō.
Under december meddelades också att Shin'ichirō Ikebe var utsedd att producera filmmusiken. 4 februari 2013 kom meddelandet att Joe Hisaishi tagit över rollen som kompositör av filmens musik. Detta blir den första gången Joe Hisaishi kom att arbeta med musiken till en av Isao Takahatas filmer. Han skulle sålunda komma att arbeta med musiken till två Studio Ghibli under samma år – vid sidan av Hayao Miyazakis Det blåser upp en vind. I maj meddelades det senare att Kazumi Nikaidō skulle sjunga in filmens ledmotiv "Inochi no Kioku"
Filmen fick en sammanlagd budget på 5 miljarder yen, vilket var mer än någon tidigare Studio Ghibli-film. En del av kostnaden var att man i produktionen ville behålla känslan från Takahatas ursprungliga skisser, med en mer konstnärligt känsla i linjeteckningen än vad som är brukligt inom anime. Den färdigklippta filmen var på 137 minuter – tre minuter längre än Prinsessan Mononoke, den dittills längsta filmen i studions historia.

### Premiär
Filmen planerades ursprungligen ha premiär samtidigt med Hayao Miyazakis Kaze no tachinu sommaren 2013. Detta skulle då vara första gången de två regissörerna släppte något samtidigt sedan 1988 års Eldflugornas grav och Min granne Totoro. I februari 2013 meddelade distributören Tōhō dock att filmens premiär fått skjutas fram till hösten 2013. Orsaken var att filmens bildmanus ännu inte var helt klara.
Slutligen hade filmen premiär 23 november 2013 efter sammanlagt åtta år i produktion. Den första biohelgen nådde den förstaplatsen på de japanska biodukarna med 284 miljoner yen på 456 dukar. De kommande helgerna föll den dock till andra och därefter tredje plats i biotoppen.

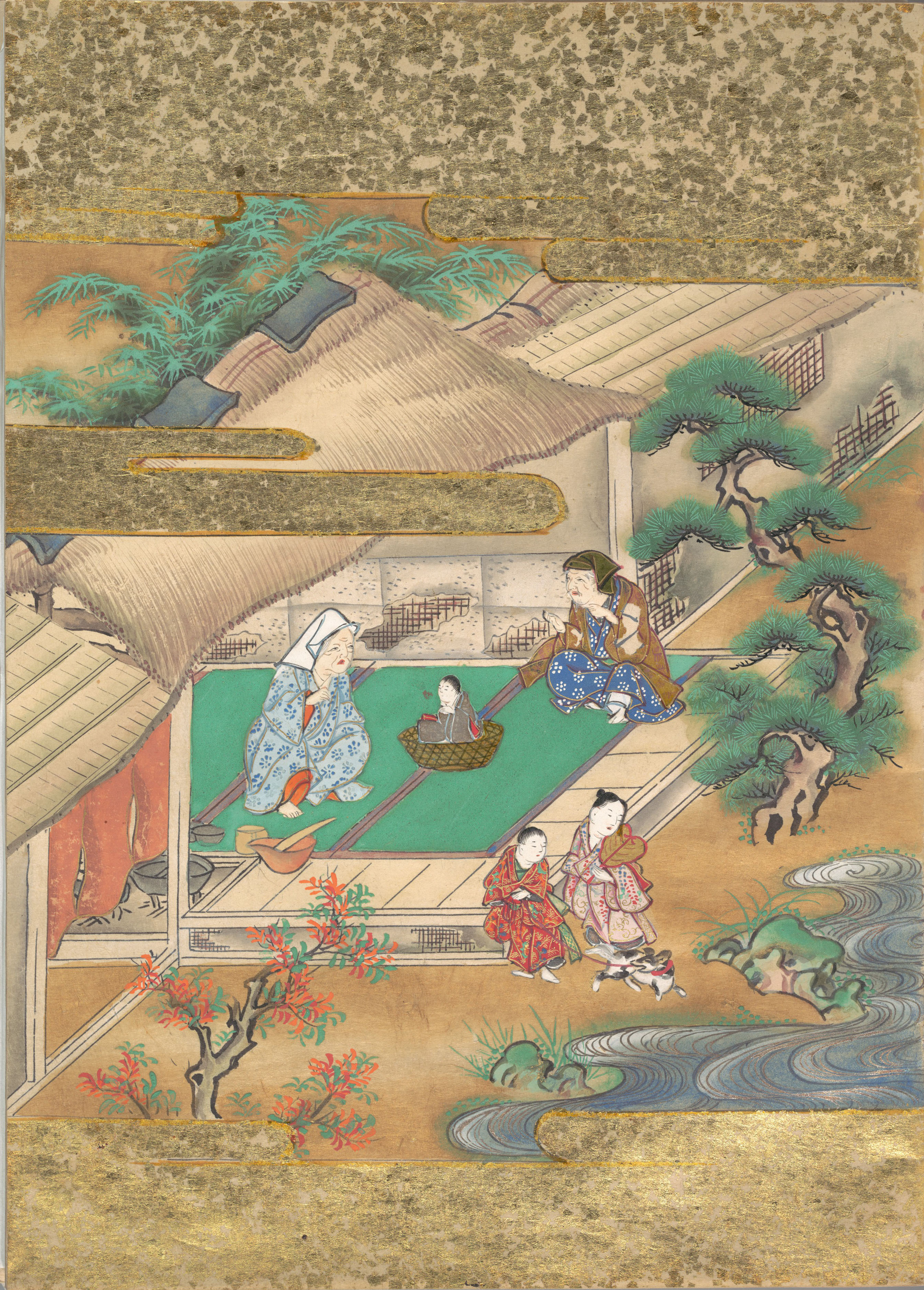
Kaguya-prinsessan upptäcks, i en illustration från en 1600-talsversion av berättelsen.

### Premiärdatum i olika länder
Filmen har sedan premiären synts på ett antal filmfestivaler samt haft mer beränsande allmän distribution utomlands. Nedan listas de olika bio- eller hemmavideolanseringarna (samt första festivalvisning)
- Japan – かぐや姫の物語 (Kaguya-hime no monogatari, bio 23 november 2013)
- Hongkong – (30 januari 2014)
- Frankrike – Le conte de la princesse Kaguya (Cannesfestivalen 21 maj 2014, bio 25 juni 2014)
- Sydkorea – (4 juni 2014)
- Australien – The Tale of the Princess Kaguya (Sydney Film Festival 14 juni 2014)
- Schweiz – Le conte de la princesse Kaguya (bio i Romandiet 25 juni 2014)
  - Die Legende von Prinzessin Kaguya (tysktalande regioner 20 november 2014)
- Belgien – (13 augusti 2014)
- Nederländerna – (4 september 2014)
- Kanada – The Tale of the Princess Kaguya (Toronto International Film Festival 5 september 2014)
- Norge – Fortellingen om prinsesse Kaguya (Bergen International Film Festival 28 september 2014, 28 november 2014)
- USA – The Tale of the Princess Kaguya (NYCC Presents New York Super Week 3 oktober 2014, begränsat på bio 17 oktober 2014)
- Israel (Haifa Film Festival 14 oktober 2014)
- Finland – Prinsessa Kaguyan taru (24 oktober 2014; även distribuerad med svensk textning och titel)
- Thailand (Bangkok International Film Festival 26 oktober 2014, 4 december 2014)
- Italien – La storia della principessa splendente (3 november 2014)
- Tyskland – Die Legende der Prinzessin Kaguya (20 november 2014)
- Österrike – Die Legende von Prinzessin Kaguya (22 november 2014)
- Sverige – Sagan om prinsessan Kaguya (Göteborg International Film Festival 26 januari 2015,[18] bio 3 april 2015)
- Turkiet – (13 mars 2015)
- Storbritannien – The Tale of the Princess Kaguya (20 mars 2015)
- Brasilien – O Conto da Princesa Kaguya
- Spanien – El conte de la princesa Kaguya (katalanska), El cuento de la princesa Kaguya (spanska)
- Ryssland – Сказание о принцессе Кагуя

Källor: 

## Tema och mottagande

### Filmens teman
Taketori monogatari är en i Japan välkänd folksaga. Den har rötter till 1000-talet och räknas som ett tidigt exempel på science fiction, genom att den refererar till månen som en bebodd värld som man kan resa till. Berättelsen om den barnlöse bambuhuggaren som en dag finner ett spädbarn inuti en bambustjälk räknas som den kanske äldsta av japanska folkliga berättelser. Filmen har setts som en feministisk hyllning till människans frihet, även om den är det utifrån en historisk kontext och på ett behärskat manér. Filmen är handmålad i mjuka pasteller.
Isao Takahata har åtminstone en gång tidigare refererat till den här berättelsen. Detta skedde i en drömlik sekvens i hans Mina grannar Yamadas (1999), där familjen är på båtutflykt och hittar sin blivande dotter inuti en ituhuggen bambustjälk.

### Mottagandet
De åtta produktionsåren – lång tid även med Studio Ghiblis mått mätt – förorsakades dels av Takahatas inledande tvehågsenhet i att ta sig an projektet, dels av olika produktionsförseningar. Japan Todays Mark Schilling ansåg dock vid premiären att filmen ändå kändes som en äkta Takahata-film, från dess känslomässiga trohet till dess plötsliga och vådliga hopp över i fantasins värld.
Takahatas film blev långtifrån en publiksuccé i klass med kollegan Miyazakis filmer, vars Det blåser upp en vind blev 2013 års bäst besökta biofilm i Japan med motsvarande 800 miljoner kronor i biljettintäkter. Fram till 2 februari 2014 hade den ändå sålt biobiljetter för 2,3 miljarder yen (motsvarande 140 miljoner kronor) Filmen är nominerad till Japanska filmakademins pris för årets bästa animerade film. Den vann priset för bästa animerade film vid Mainichi Shimbuns filmprisceremoni januari 2014.
15 januari 2015 nominerades filmen till Oscar för bästa animerade långfilm.